# 葉逢陽
葉逢陽（1483年—？），字子美、子大，福建建寧府松溪縣人，民籍，明朝政治人物。

## 生平
正德十一年（1516年）丙子科福建鄉試第四十七名舉人。正德十六年（1521年）中式三甲第五十二名進士。吏部观政，授平阳县知县，历升广信府同知，擢升南京刑部员外郎，升郎中，謫東平州知州，调左州，致仕。

## 家族
曾祖葉元老；祖父葉惟嶽；父葉宗本，母徐氏；繼母陳氏。